# Paso Cajón del Maipo
Paso Cajón del Maipo es un paso de frontera entre la República Argentina y la República de Chile, se encuentra a una altitud de 3430 m s. n. m., del lado chileno se accede mediante un camino particular, el que se encuentra dentro de la Región Metropolitana de Santiago.
El camino pertenece a la empresa que opera el Gasoducto GasAndes, cuya construcción dio origen a este paso. La policía más cercana en territorio chileno se encuentra a 114 km en el retén San Gabriel. El uso se encuentra restringido solo para atender servicios de mantenimiento al gasoducto.
Toma el nombre del Cajón del Maipo, cañón cordillerano ubicado en el lado chileno.